# Arne Landgraf
Arne Landgraf (Neumünster, 18 de noviembre de 1977) es un deportista alemán que compitió en remo. Ganó dos medallas en el Campeonato Mundial de Remo, en los años 2002 y 2003.

## Palmarés internacional
| Campeonato Mundial | Campeonato Mundial | Campeonato Mundial | Campeonato Mundial |
| Año                | Lugar              | Medalla            | Prueba             |
| ------------------ | ------------------ | ------------------ | ------------------ |
| 2002               | Sevilla (España)   | Medalla de plata   | Cuatro con timonel |
| 2003               | Milán (Italia)     | Medalla de bronce  | Cuatro con timonel |